# 984 (číslo)
Devět set osmdesát čtyři je přirozené číslo. Římskými číslicemi se zapisuje CMLXXXIV. Následuje po číslu devět set osmdesát tři a předchází číslu devět set osmdesát pět.

## Matematika
984 je:
- Abundantní číslo
- Složené číslo
- Nešťastné číslo

## Astronomie
- (984) Gretia je planetka hlavního pásu, kterou objevil v roce 1922 Karl Wilhelm Reinmuth

## Roky
- 984
- 984 př. n. l.